# Заберново
Заберново е село в Югоизточна България. То се намира в община Малко Търново, област Бургас.

## География
Село Заберново се намира в Странджа планина на открит южен склон, спускащ се от Босненското било към долината на река Велека. Разстоянието до областния център Бургас е 64 km, а до общинския център Малко Търново – 41 km през село Граматиково. Селото влиза в територията на Природен парк Странджа.

## История
Старото име на селото е Заборна. При потушаването на Илинденско-Преображенското въстание през 1903 година Заберново силно пострадва. Всичките 85 къщи са ограбени, а населението бяга. Към 1926 година то има 333 жители.
| Смъртна дружина в Заберново | Смъртна дружина в Заберново | Смъртна дружина в Заберново |
| Номер                       | Име                         | Длъжност                    |
| --------------------------- | --------------------------- | --------------------------- |
| 1.                          | Петър Г. Ников              | войвода                     |
| 2.                          | Костадин Мавроганов         | подвойвода                  |
| 3.                          | Киряк Балиев                |                             |
| 4.                          | Янчо С. Стойков             |                             |
| 5.                          | Тодор Т. Тодоров            |                             |
| 6.                          | Стати Р. Статев             |                             |
| 7.                          | Михаил П. Василев           |                             |
| 8.                          | Тома Р. Томов               |                             |
| 9.                          | Стоян Пейолов               |                             |
| 10.                         | Тодор Димитров              |                             |
| 11.                         | Георги М. Георгиев          |                             |

## Население

### Етнически състав
Преброяване на населението през 2011 г.
Численост и дял на етническите групи според преброяването на населението през 2011 г.:
|                     | Численост |
| Общо                | 103       |
| Българи             | 88        |
| Турци               | -         |
| Цигани              | -         |
| Други               | -         |
| Не се самоопределят | -         |
| Неотговорили        | 12        |

## Забележителности
- Църква „Свети Лука“ (17-18 век), най-старият храм във вътрешността на Странджа[3]
- Калето, развалини на крепост[5]
- Долмени от 10 век пр.н.е.[3]
- Параклис „Свети. Георги“, построен през 1912 – 1913 г. от местни жители, в едната стена на параклиса има зазидан каменен блок, на който е изобразен тракийски конник. Местните хора вярват, че това е св. Георги Победоносец.

## Редовни събития
Малкото останали местни жители всяка година почитат 15 август – Голяма Богородица. До параклис на 3 km от селото те приготвят курбани в нейна чест и за да се помолят за здраве и спокоен живот.
Всяка година в последната седмица от август се провежда местния събор, на който по традиция идват всички родени, израснали или свързани по някакъв начин със селото. Техният брой намалява с всяка година.

## Личности
Родени в Заберново
- Горо Горов (1905 – 1999), етнограф и фолклорист
- Дядо Благо (1864 – 1938), псевдоним на Стоян Русев, детски писател
- Киряк Балиев, деец на ВМОРО, секретар на Заберновския революционен комитет[6]
- Константин Мавроганов, деец на ВМОРО, ръководител на заберновския революционен комитет[7]
- Петър Горов (1872 – 1956), революционер, деец на ВМОРО
- Ангел Заберски, български композитор
- Стоян Георгиев – Батето, деец на ВМОРО[8]